# Eisgarner Granit
Der Eisgarner Granit ist ein im nördlichen Waldviertel und im nördlichen Mühlviertel vorkommendes Granitgestein.

## Zusammensetzung und Genese
Der Eisgarner Granit ist ein grobkörniger Zweiglimmergranit und der jüngste Granit des Südböhmischen Granitmassivs. Aufgrund des Vorhandenseins der Minerale Spinell, Rutil, Granat und Andalusit wird angenommen, dass der Granit durch Anatexis von Sedimentgesteinen entstanden ist. Der Eisgarner Granit durchschlägt die umgebenden Gestein in der Regel mit scharfen Kontakten. Eine Verschieferung des Granits ist nur im Nahbereich von Störungen festzustellen.

## Verbreitung
Das Hauptverbreitungsgebiet des Eisgarner Granit befindet sich im nordwestlichen Waldviertel zwischen Neubistritz und reicht bis über Gmünd nach Karlstift; Eisgarn ist die Typuslokalität. Später wurde der Plöckenstein, die Teufelsschüssel, das Steinerne Meer und den Dreisesselberg ebenfalls als aus Eisgarner Granit bestehend identifiziert.